# Słowniki języka polskiego

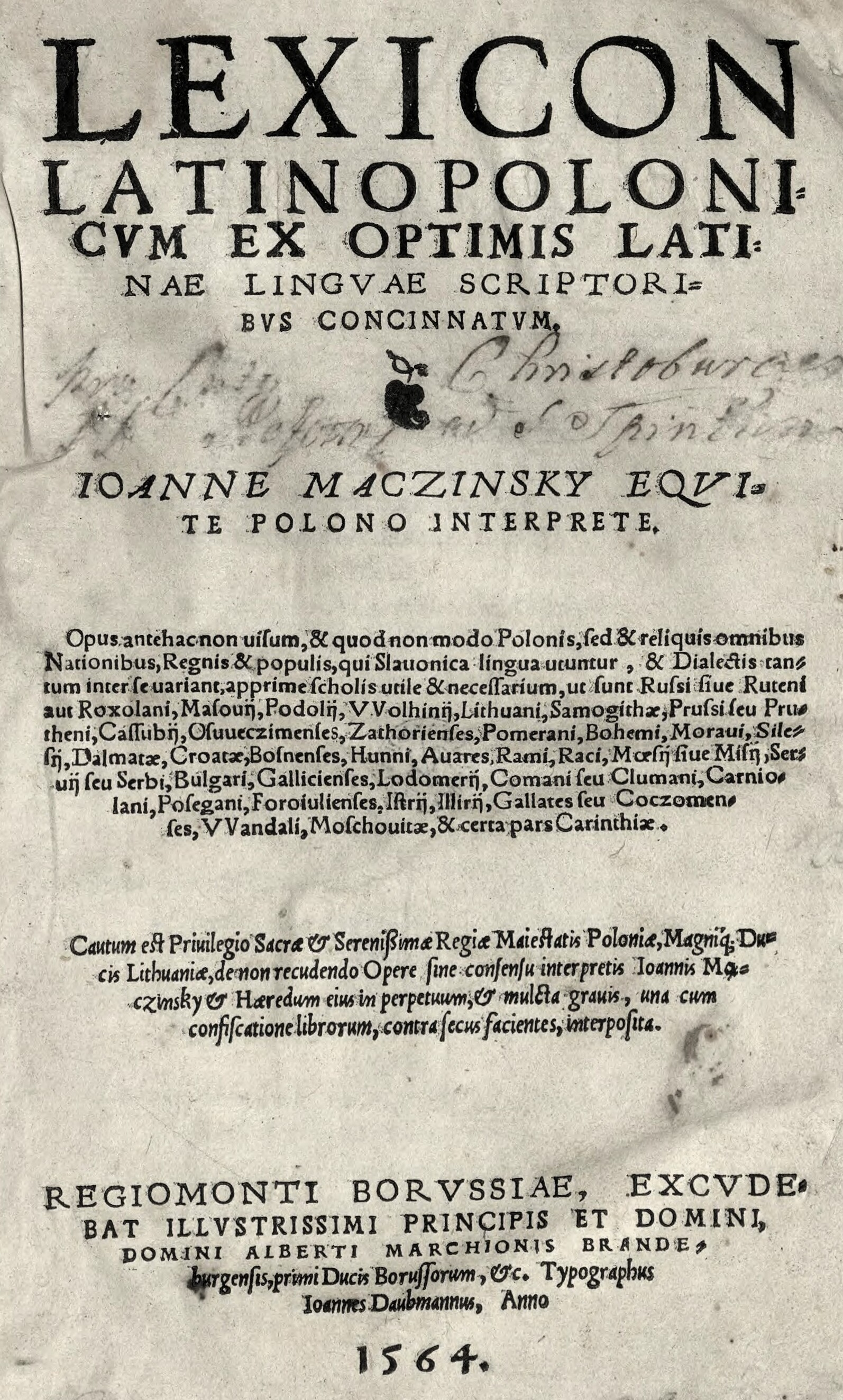
Jeden z pierwszych drukowanych słowników łacińsko-polskich Jana Mączyńskiego wydany w 1564 w Królewcu

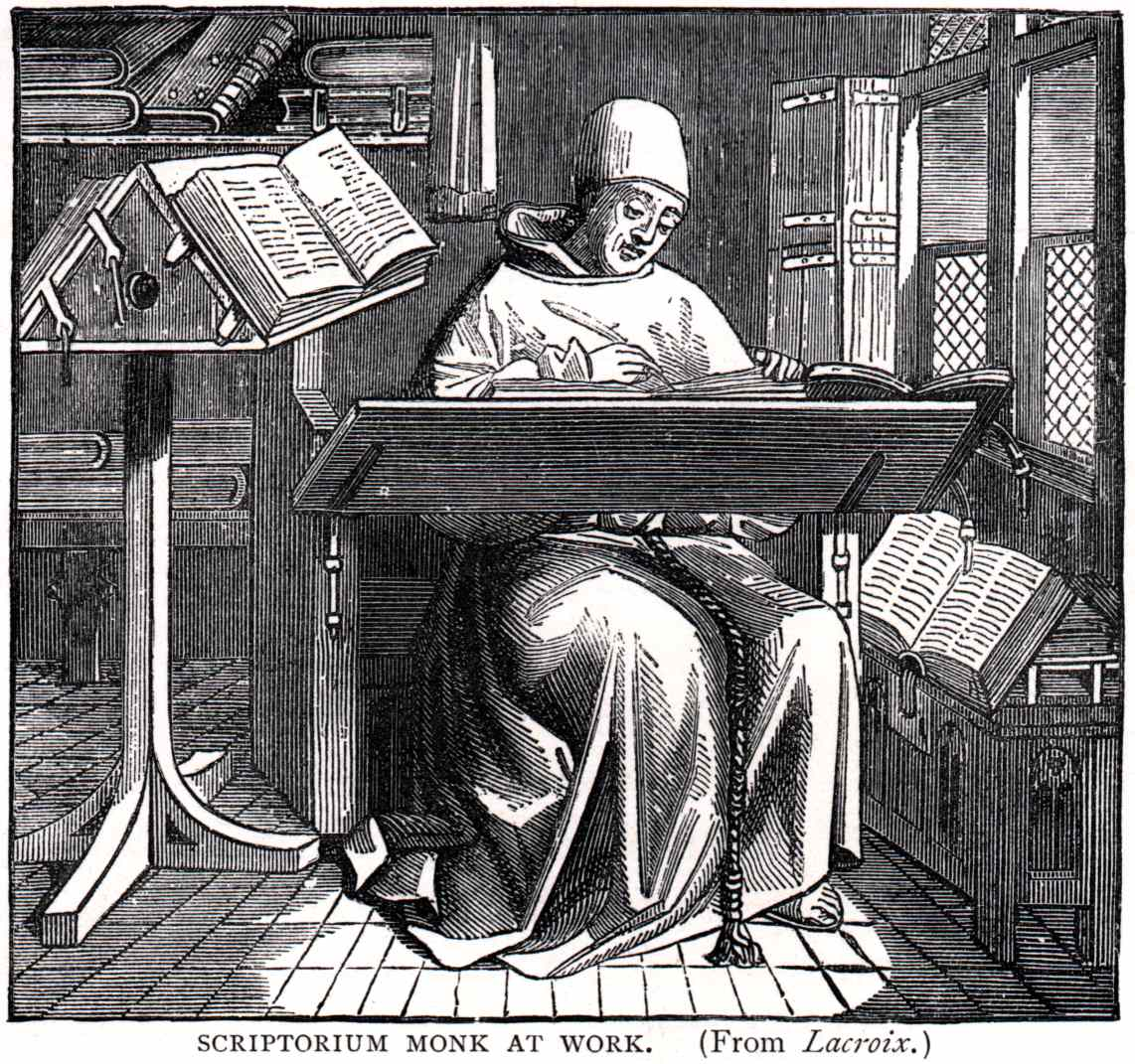
Autorami pierwszych rękopiśmiennych słowników byli średniowieczni skrybowie pracujący w skryptoriach

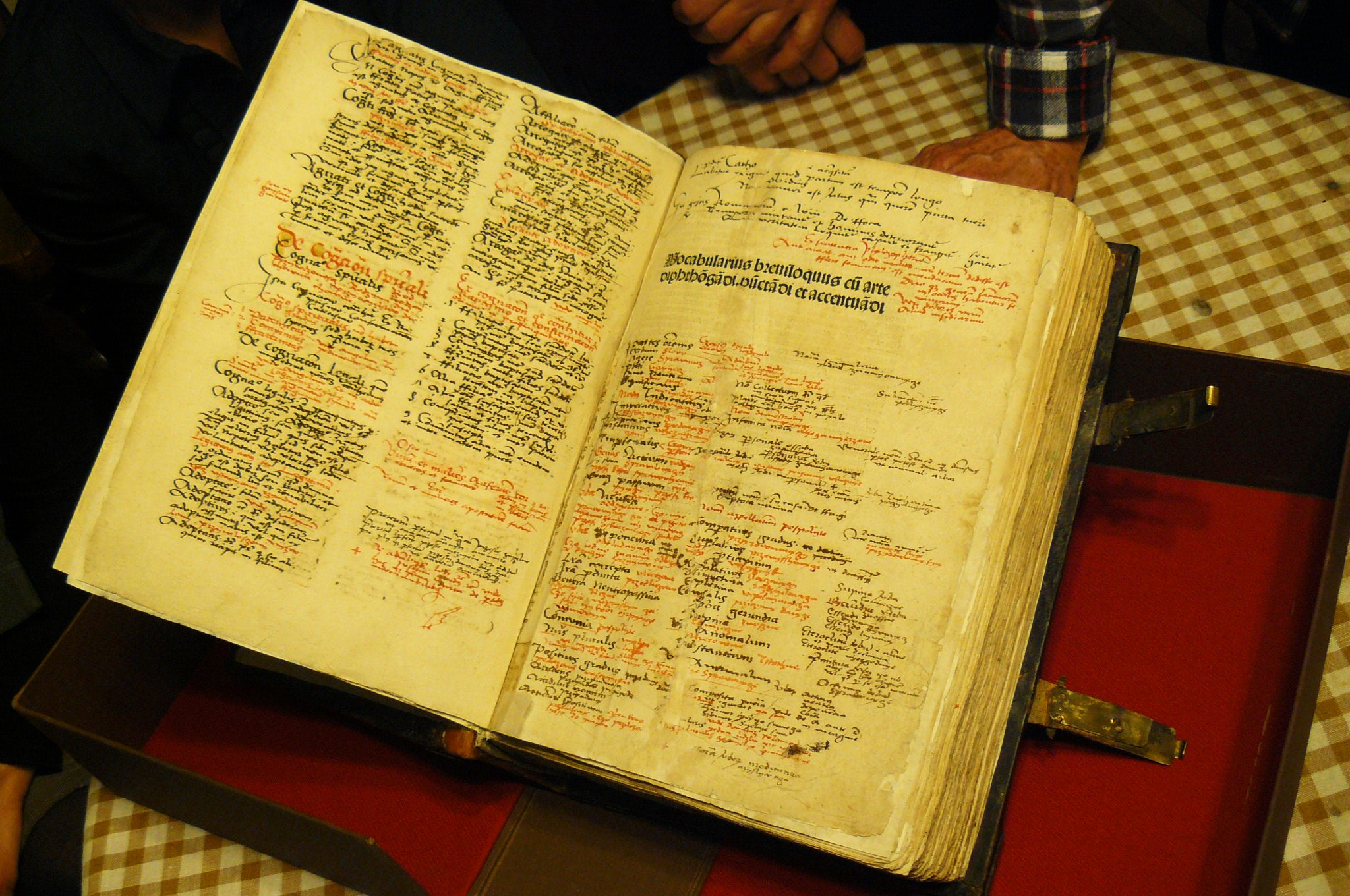
Vocabularis breviloquus Johannesa Reuchlina z roku 1532 z adnotacjami Bartłomieja z Bydgoszczy ze zbiorów Biblioteki UAM

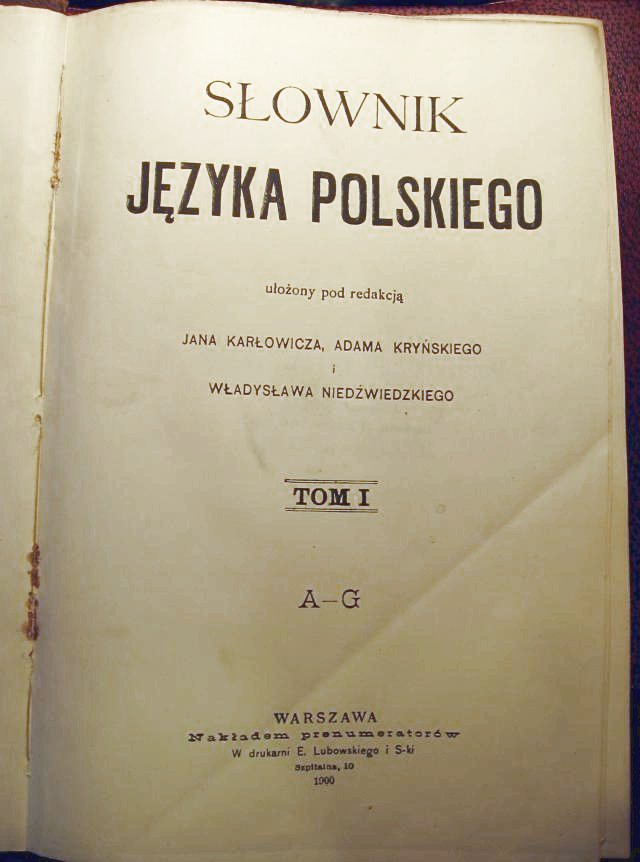
Strona tytułowa I tomu Słownika języka polskiego Jana Karłowicza, Adama Kryńskiego i Władysława Niedźwiedzkiego”, wyd. w Warszawie w 1900 r.

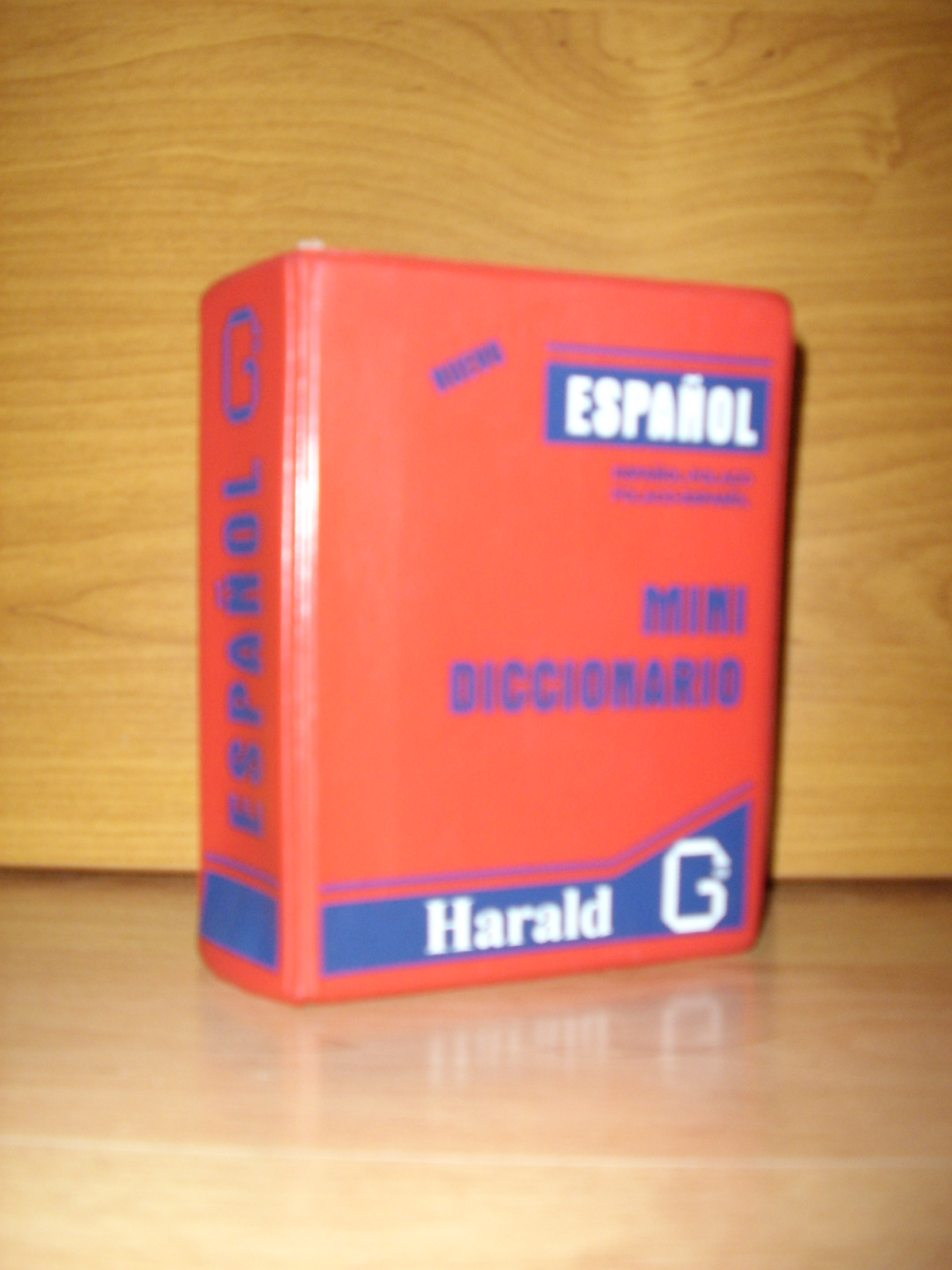
Słownik polsko-hiszpański i hiszpańsko-polski „Harald”

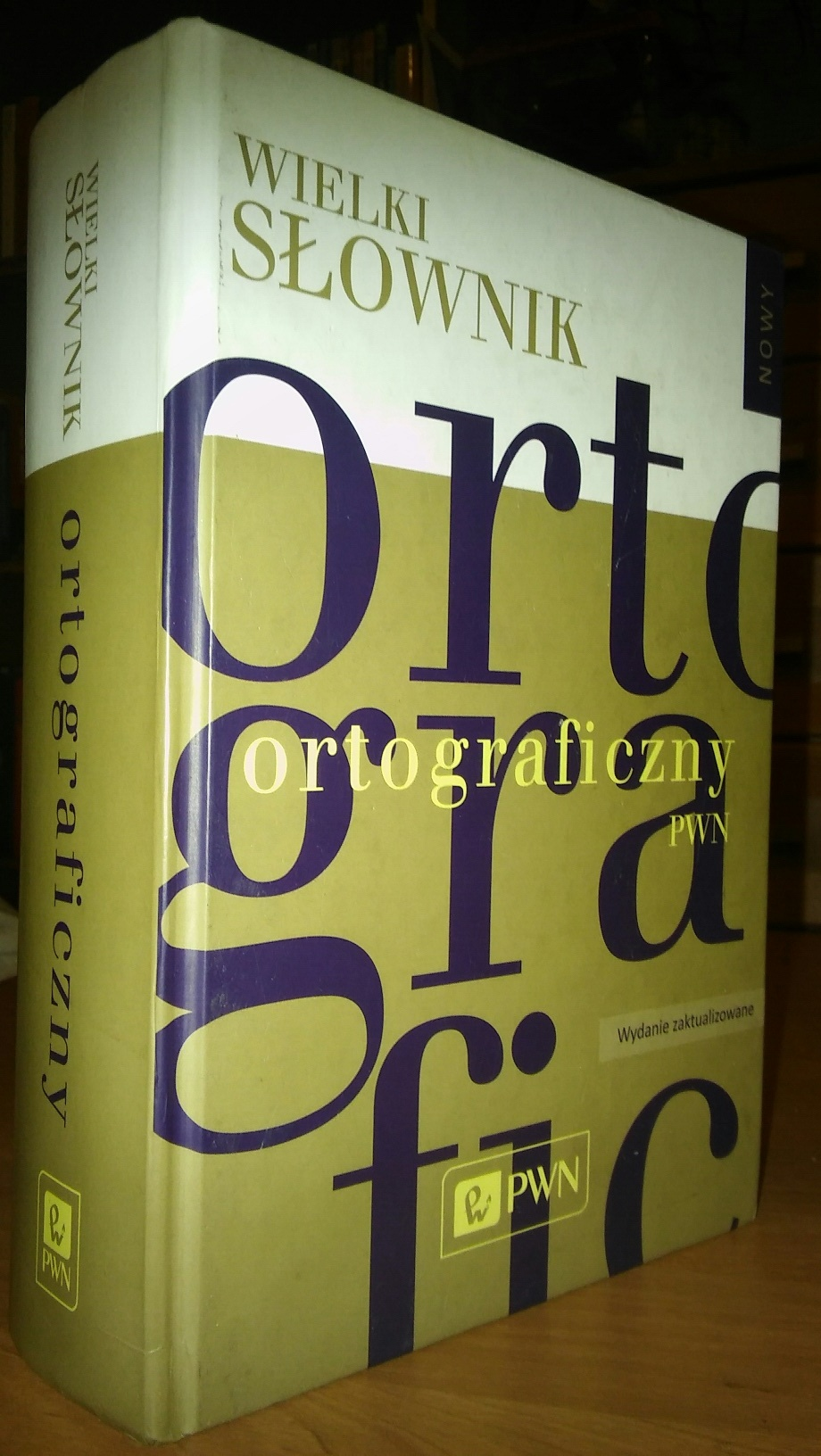
Wielki słownik ortograficzny PWN, wyd. 2016

Słowniki języka polskiego – publikacje należące do kategorii słowników  językowych, w których jako hasła występują wyrazy języka polskiego.
Podstawowym zadaniem słowników jest dostarczenie wiedzy o znaczeniu ujętych w nim słów języka polskiego. W zależności od objętości zawierają elementy fleksji, ortografii, etymologii oraz przykłady ich użycia. Słowa są jednocześnie hasłami i uszeregowane są w słowniku alfabetycznie, zgodnie z przyjętym porządkiem liter. Często do słownika dołączona jest oddzielna publikacja  indeks a tergo.
Ten artykuł opisuje podział, genezę, historię oraz rozwój leksykografii na gruncie polskim, grupując informacje o publikacjach słownikowych jedno- lub wielojęzycznych z użyciem w nich języka polskiego.

## Nazwa
Nazwa słownik oznacza w języku polskim „zbiór lub zasób słów” i upowszechniła się ona dopiero w XIX wieku. Kiedyś słowniki w Polsce nosiły różne nazwy wywodzące się z łaciny: vocabula, nomenklator, dictionarius, lexicon, a także thezaurus (określenie wywodzące się ze starożytnej greki, oznaczające „skarbiec”). Funkcjonowały także określenia spolszczone, staropolskie takie jak dykcjonarz oraz wokabularz – oznaczenie pochodzące od łacińskiego terminu vocabulare.

## Historia

### Geneza
Powstanie współczesnych słowników języka polskiego miało charakter ewolucyjny i związane było z historycznym rozwojem języka polskiego. Ich genezę można odnaleźć już w średniowieczu. Początkowo były to jednak słowniki dwujęzyczne: polsko-łacińskie, ponieważ to łacina pełniła rolę wehikularnego języka literackiego i naukowego, a języki narodowe jak język polski, niemiecki czy angielski były uznawane za nieliterackie języki potoczne – mówione. Z biegiem czasu, wraz z rozwojem literatury oraz nauki,  języki narodowe stały się równoprawne z łaciną.
Do XVIII wieku dominowały słowniki wielojęzyczne najczęściej o układzie tematycznym, rzeczowym. Dopiero później upowszechnił się alfabetyczny układ haseł. Jednojęzyczne słowniki zaczęły pojawiać się dopiero w czasach oświecenia. Pierwszym jednojęzycznym słownikiem, który całkowicie poświęcony był tylko językowi polskiemu,, był słownik autorstwa Samuela Bogumiła Lindego opublikowany z początku XIX wieku.

### Okres staropolski
Słowniki językowe były pierwszym rodzajem słowników, jakie pojawiły się na terenie Polski. Miało to miejsce już w końcu średniowiecza. Ich genezę odnaleźć można w pracy skrybów, którzy przepisując łacińskie teksty w skryptoriach dopisywali przy niektórych wyrazach polskie znaczenia. Zachowało się kilka w większości anonimowych XV-wiecznych słowników tego typu jak Słownik łacińsko-polski (1437) czy Słownik łacińsko-polski Piotra z Uścia z 1450. Najstarszy słownik łacińsko-polski znany jako Wokabularz trydencki powstał ok. roku 1424 (wł.) Il piú antico dizionario latino-polacco i wiązany jest z osobą Aleksandra, syna księcia mazowieckiego Ziemowita IV. Zawiera ok. 500 wyrazów łacińskich, przy których odnotowano polskie odpowiedniki.
Zachowały się również podręczne słowniki dla początkujących mnichów, tzw. mamotrepty, podające polskie odpowiedniki wybranych łacińskich wyrazów, ułatwiające czytanie i rozumienie Pisma Świętego Najwcześniejszy zachowany to Vocabula in s. scriptura rara per ordinem alphabeti („Wyrazy w Piśmie Świętym rzadkie w porządku alfabetycznym”) zawierający 19 wyrazów polskich pochodzący z roku 1426. Najobszerniejszymi i najbardziej znanymi są powstałe około 1470 roku polsko-łacińskie: Mamotrekt kaliski oraz Mamotrekt lubiński powstały w Lubinie na Dolnym Śląsku. Pierwszy z nich w 1471 roku poprawiony został przez mistrzów z uniwersytetu krakowskiego i liczył 7000 wyrazów, zwrotów oraz wyrażeń polskich np. „thworcza = twórca”, gwyazdownik = gwiazdownik” (astronom), „ziemska niemocz rodzenya = ziemska niemoc rodzenia”, „swantho thygodniowe = święto tygodniowe”, „yako krupy yanczmyenne = jako krupy jęczmienne” itp.

### Okres średniopolski
Dość szybko po rozpowszechnieniu ruchomej czcionki słowniki zaczęto drukować. Słowniki publikowane w tym czasie w Polsce nie były dziełami oryginalnymi. Wzorce powstawały za granicą, a polski edytor dodawał do nich jedynie polskie odpowiedniki. Pierwszy wydrukowany słownik z użyciem języka polskiego Dictionarius Ioannis Murmellii variarum rerum, opracowany został na podstawie dzieła Jana Murmelliusa, do którego polskie odpowiedniki dodał Hieronim Spiczyński. Ukazał się on w 1526 w Krakowie w układzie tematycznym i liczył 2444 hasła polskie.
Drugi wydany słownik to Dictionarius trium linguarum… Franciszka Mymera z 1528. W 1532 ukazał się słownik łacińsko-włosko-polsko-niemiecki, przedrukowany w 1566.
W 1532 rękopiśmienny słownik łacińsko-polski zawierający 4272 słów polskich opracował Bartłomiej z Bydgoszczy. Rozszerzoną wersję słownika liczącą 10 000 polskich wyrażeń spisał w 1544 roku na marginesach dzieła Vocabularius breviloquus Jana Reuchlina.

#### Słownik Mączyńskiego
Dopiero w drugiej połowie wieku w 1564 ukazał się w Królewcu pierwszy wielki słownik łacińsko-polski Jana Mączyńskiego Lexicon latino-polonicum. Autor oparł się na najlepszych ówczesnych wzorach słownikowych: jako pierwszy zastosował nowoczesny układ alfabetyczny. Materiał wyrazowy łaciński zaczerpnął głównie ze słownika łacińsko-niemieckiego Piotra Dasypodiusa, a odpowiedniki polskie – z własnego zasobu wyrazowego, pomnożonego przez lekturę dzieł ówczesnych pisarzy. Słownik Mączyńskiego liczy 30 tys. haseł łacińskich i ponad 20 tys. wyrazów polskich. 
W trosce o bogactwo słownikowe nie gardził autor wyrazami potocznymi i regionalnymi, głównie z województwa sieradzkiego, skąd pochodził. Często poprzedzał je specjalnymi określeniami „jako mówią”, „jako zową”, „jako niektórzy mówią”, „niektórzy zową”, „też zową” itp., które pełnią funkcję kwalifikatorów, wskazując na ograniczenia terytorialne lub stylistyczne użycia opatrzonych nimi wyrazów. Mączyński zanotował wiele zapożyczeń łacińskich, czeskich i niemieckich. Zwłaszcza przy germanizmach podawał ich pochodzenie, a nieraz proponował na ich miejsce utworzone przez siebie neologizmy polskie.

#### Słownik Calepina
W XVI wieku wielką popularnością w całej Europie cieszyły się słowniki wielojęzyczne. Najsłynniejszym z nich był łacińsko-grecki słownik Ambrożego Calepina (Calepinusa), który zrobił międzynarodową karierę. Uzupełniany w kolejnych wydaniach o liczne języki narodowe drukowany był w wielu krajach europejskich. Od 1585 w bazylejskich i lyońskich wydaniach wersji dziewięcio-, dziesięcio- i jedenastotysięcznej znalazł się i język polski (obok łaciny, greki, hebrajskiego, francuskiego, włoskiego, niemieckiego, niderlandzkiego, hiszpańskiego, węgierskiego i angielskiego). Autor działu polskiego nie jest znany. Obfity materiał polski słownika Calepina (ponad 12 tys. haseł) zawiera wiele wyrazów potocznych, regionalizmów i wulgaryzmów.

#### Słownik Volckmara
Słowniki (a jeszcze częściej słowniczki, dołączane do gramatyki i rozmówek) polsko-niemieckie i niemiecko-polskie ukazywały się w XVII i XVIII wieku przede wszystkim na terenach mieszanych, dwujęzycznych, a więc głównie na Pomorzu i Śląsku. Do dużych słowników tego typu należy wydany po raz pierwszy w Gdańsku w 1596 roku łacińsko-polsko-niemiecki słownik Mikołaja Volckmara. Słownik ten miał kilka późniejszych edycji, gdzie rozszerzono je o dodatkowy język – grekę. Doczekał się też nowego opracowania przez Łukasza Szymona Brzewickiego. Jednym z większych słowników był także wydany na początku XVIII wieku w Brzegu polsko-niemiecki słownik Antoniego Fabera pod polsko-niemieckim tytułem Celarius polski, oder Wortheilhaftting eingerichtetes polnisch und deutsches Worterbuch.

#### Słownik Knapskiego
Największym słownikiem XVII wieku jest dzieło jezuity Grzegorza Knapskiego Thesaurus polono-latino-graecus. Jest to pierwszy wielki słownik, który podaje na pierwszym miejscu ułożone w kolejności alfabetycznej wyrazy polskie, a dopiero potem ich odpowiedniki łacińskie i greckie. Knapiusz bardzo starannie dobierał hasła wyrazowe, zwracając uwagę na czystość i rodzimość słownictwa, na jego przynależność do ogólnopolskiego języka literackiego, wreszcie na przyzwoitość. Jego słownik liczy ok. 50 tys. haseł. Autor oparł się w większym stopniu niż jego poprzednicy na źródłach literackich. Uwzględnił i cytował w słowniku takich autorów jak: Jan Kochanowski, Łukasz Górnicki, Jakub Wujek czy Piotr Skarga. Knapiusz wykorzystał liczne dzieła naukowe, czerpiąc z nich stosowną terminologię, toteż zyskał sobie popularność i uznanie jako skarbiec zawierający całość słownictwa literackiego.
Z Knapiusza przejął materiał językowy autor polskiego działu jezuickiej przeróbki słownika Dasypodiusa, która ukazała się w 1642 w Gdańsku jako słownik łacińsko-niemiecko-polski Dasypodius catholicus. W 1643 ukazało się w Krakowie drugie, poprawione i uzupełnione, wydanie Thesaurusa Knapiusza .

#### Słownik Daneta
Dwa wielkie słowniki pojawiły się w ostatnich latach doby średniopolskiej. Pierwszy z nich powstał w środowisku pijarskim. Reformowane właśnie kolegia pijarskie wprowadzały do programu naukę języka francuskiego. Uczony pijar Franciszek Kola dodał dział polski do francusko-łacińskiego słownika księdza Piotra Daneta. Powstał w ten sposób obszerny (ok. 50 tys. haseł) słownik trójjęzyczny, który wyszedł w dwóch tomach (w latach 1743 i 1745 w Warszawie) jako Nowy wielki dykcyjonarz J Mci X. Daneta opata francuski, łaciński i polski.

#### Słownik Trotza
Autorem drugiego słownika był warszawianin Michał Abraham Trotz Troc), długoletni lektor języka polskiego na uniwersytecie lipskim. Slownik ukazał się najpierw w dwóch tomach (w latach 1744 i 1747) jako słownik francusko-niemiecko-polski: Nouveau dictionnaire Francais, allemand et polonais. Dopiero w 1764 wyszedł trzeci tom pod tytułem Nowy dykcyjonarz, to jest Mownik polsko-niemiecko-francuski. Trotz wprowadził wiele nowości. Do najważniejszych trzeba zaliczyć numerowanie znaczeń (od najważniejszego do rzadkich i drugorzędnych) w obrębie artykułu hasłowego oraz zastosowanie nowoczesnych w kształcie kwalifikatorów – wykorzystał bowiem obszerny zestaw źródeł literackich i naukowych. Liczba haseł wynosi około 45 500. W 1772 ukazał się tom czwarty: niemiecko-polski (współautor: Stanisław Nałęcz Moszczeński)..

### Okres nowopolski i współczesność

#### Słownik Lindego

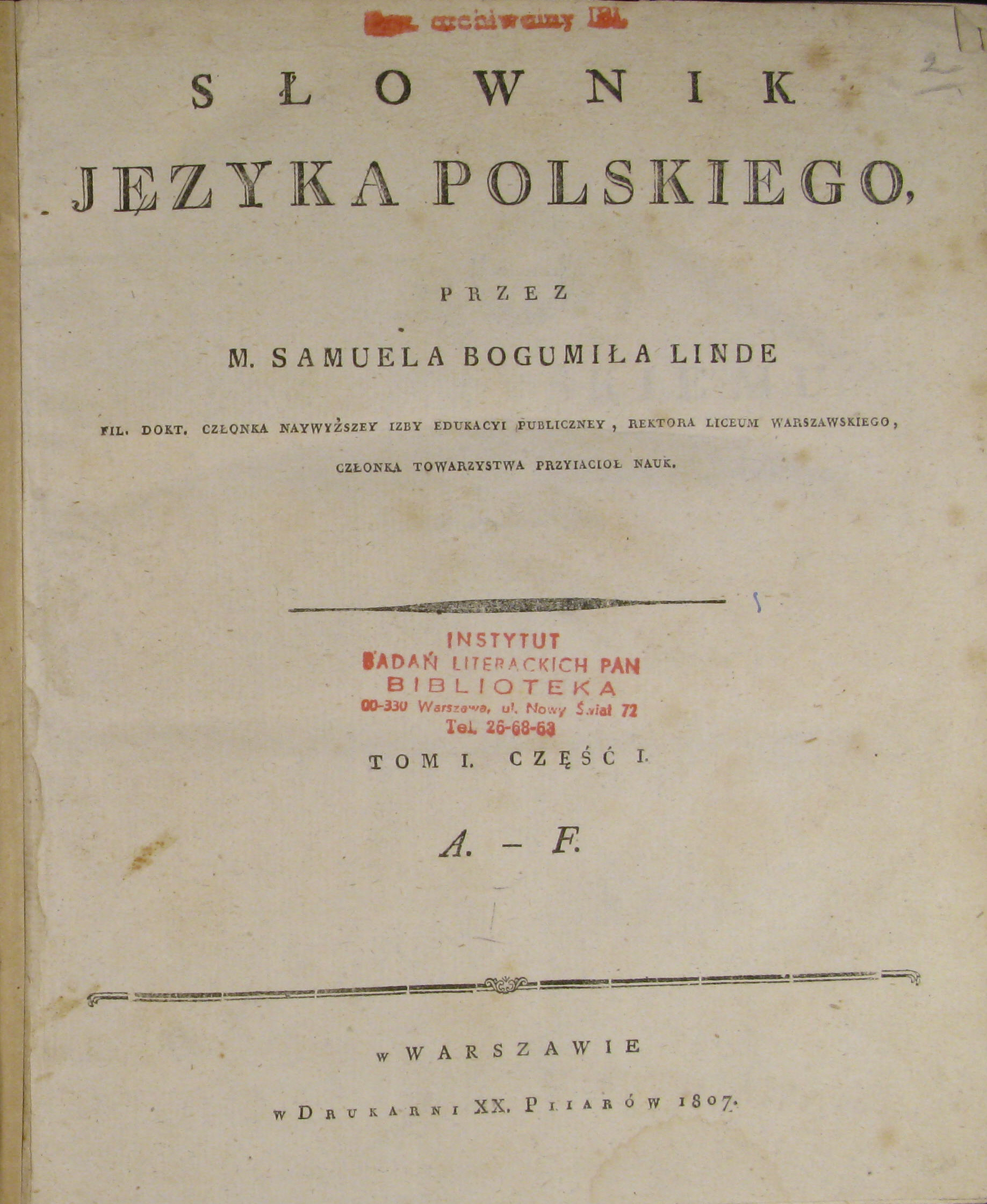
Strona tytułowa pierwszego tomu słownika Lindego wydanego w 1807 roku w Warszawie

Oświecenie wśród naczelnych postulatów ówczesnej polityki językowej umieściło opracowanie słownika narodowego i gramatyki ojczystego języka. Gramatyka powstała pod piórem Onufrego Kopczyńskiego, słownik natomiast  nie doczekał się urzeczywistnienia. Dopiero na początku XIX wieku, w latach 1807–1814, ukazało się w Warszawie sześciotomowe dzieło. Jego autorem był Samuel Bogumił Linde. Słownik Lindego stanowi największy przełom w dziejach polskiej leksykografii. Jest pierwszym słownikiem opartym niemal wyłącznie na materiale wyrazowym drukowanych tekstów literackich, publicystycznych, naukowych itp. Zestaw źródeł słownika obejmuje około 800 druków – od połowy XVI do początków XIX wieku, jest to więc pierwszy polski słownik historyczny. Równocześnie obrazuje stan polszczyzny początku XIX wieku w zakresie słownictwa. Materiał wyrazowy druków uzupełnił autor przykładami zaczerpniętymi ze współczesnego języka mówionego. Układ słownika jest alfabetyczno-gniazdowy: w jednym obszernym artykule hasłowym gromadzi Linde obok wyrazu podstawowego wszystkie wyrazy odeń pochodzące, jeśli nie przeciwstawia się temu porządek alfabetyczny. Na opracowanie wyrazu hasłowego składa się niezbędna informacja gramatyczna, liczne odpowiedniki obce wyrazu hasłowego, objaśnienie znaczenia wyrazu hasłowego oraz liczne przykłady jego użycia wypisane z przejrzanych druków. Każdy cytat opatrzony jest w słowniku skrótem nazwiska autora, tytułu dzieła i numerem strony. W czasach Lindego było to przedsięwzięcie rewolucyjne. Słownik Lindego liczy ok. 60 tys. haseł. Wydrukowany w zbyt małej liczbie egzemplarzy, szybko stał się niedostępny na rynku księgarskim. W latach 1856–1860 we Lwowie ukazało się drugie wydanie staraniem Zakładu Narodowego im. Ossolińskich.

#### Słownik wileński
W 1861 w Wilnie ukazał się podręczny słownik języka polskiego, dzieło zbiorowe grupy uczonych i literatów wileńskich: Aleksandra Zdanowicza, Michała Bohusza Szyszki, Januarego Filipowicza, Waleriana Tomaszewicza, Floriana Czepielińskiego i Wincentego Korotyńskiego. Za podstawę przyjęli oni zasób haseł słownika Lindego. Ponieważ jednak w ciągu półwiecza, jakie upłynęło od jego wydania, język polski wzbogacił się o wiele nowych wyrazów, autorzy Słownika wileńskiego uwzględnili także ważniejsze słowniki, które ukazały się po Lindem, a przede wszystkim przejrzeli wiele utworów literackich i dzieł naukowych, by z nich wydobyć całe słownictwo nieznane jeszcze Lindemu. Szczególną uwagę przywiązywali do słownictwa potocznego i ludowego. Słownik wileński dobrze obrazuje stan polszczyzny w zakresie słownictwa w początkach drugiej połowy XIX wieku. Szczególnie bogato są w nim reprezentowane nowe zapożyczenia, wyrazy potoczne, regionalizmy (zwane przez autorów prowincjonalizmami), zwłaszcza najlepiej znane autorom regionalizmy kresowe oraz terminologia naukowa, techniczna i zawodowa. Jako słownik podręczny pomija on ścisłą dokumentację filologiczną użycia wyrazu. Autorzy poprzestali na zilustrowaniu użycia wyrazu za pomocą typowych utartych wyrażeń i zwrotów, w których pojawia się on w tekstach i wypowiedziach. Jedynie część wyrazów opatrzona jest przykładami z dzieł drukowanych, literackich czy naukowych. Operują tymi przykładami bez podania źródła, skąd zostały zaczerpnięte. Wartość naukowa słownika polega na jego wiarygodności i na bogactwie zarejestrowanego w nim słownictwa (ok. 110 tys. haseł). Autorzy znacznie rozbudowali system kwalifikatorów i nadali im nowoczesny kształt formalny.

#### Słownik warszawski
Pomysł stworzenia nowego, wielkiego słownika naukowego zrodził się pod koniec XIX wieku. Inicjatorem przedsięwzięcia był etnograf, socjolog i językoznawca Jan Karłowicz. Wraz z Adamem Antonim Kryńskim, językoznawcą warszawskim, i Władysławem Niedźwiedzkim, utworzył on komitet redakcyjny, który ostatecznie doprowadził do wydania pierwszego tomu nowego Słownika języka polskiego (znanego od miejsca druku Słownikiem warszawskim) w roku 1900. Do roku 1915 wyszło sześć tomów słownika, siódmy w 1919, a ostatni ósmy dopiero w 1927.

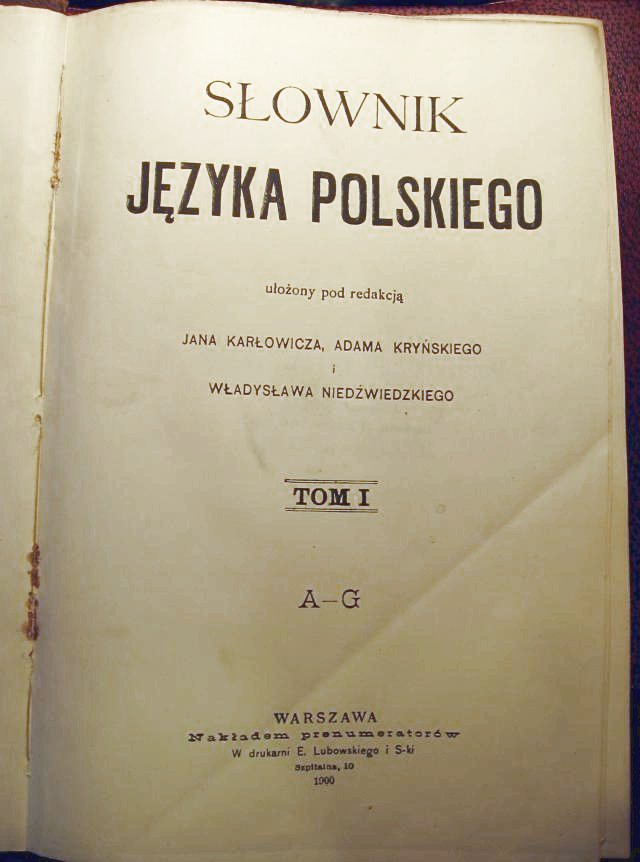
Strona tytułowa pierwszego tomu słownika „warszawskiego”

Słownik warszawski jest jedynym w dziejach leksykografii polskiej dziełem typu thesaurus (gr. ‘skarbiec’), czyli słownikiem rejestrującym całe słownictwo języka narodowego. Autorzy wykorzystali zasób wyrazowy Lindego i Słownika wileńskiego, a ponadto rozszerzyli zakres chronologiczny gromadzonego materiału w obu kierunkach: na zabytki językowe średniowiecza i pierwszej połowy XVI wieku (nieuwzględnione przez Lindego) oraz na piśmiennictwo dziewiętnastowieczne, zwłaszcza nowsze, aż po okres Młodej Polski (w ostatnich tomach spotyka się wyrazy i przykłady z pierwszych dziesięcioleci XX wieku). Oprócz słownictwa języka literackiego rejestrowali także – oczywiście ze stosownymi kwalifikatorami – wyrazy gwarowe, żargonowe itp. Ponadto wprowadzili do słownika wiele wyrazów wprawdzie możliwych, ale faktycznie nigdzie nie poświadczonych, niektóre zdrobnienia, zgrubienia, czasowniki przedrostkowe itp. Zgromadzili w ten sposób imponującą liczbę ok. 270 tys. haseł – jest to najobfitszy w wyrazy polski słownik. Niejako jego uzupełnieniem jest Depozytorium leksykalne języka polskiego. Fotosuplement do Słownika warszawskiego, wydany przez Uniwersytet im. Adama Mickiewicza w Poznaniu.
Słownik warszawski jest ostatnim wielkim słownikiem doby nowopolskiej w zakresie słowników ogólnych języka polskiego. Są jeszcze dwa słowniki podręczne. Pierwszy z nich to wydany w 1916 roku Słownik ilustrowany języka polskiego Michała Arcta, zupełnie pozbawiony przytoczeń, liczący około 70 tys. haseł (nowością były tu liczne ilustracje objaśniające niektóre hasła). Drugi to Nowy słownik języka polskiego pod redakcją Tadeusza Lehra-Spławińskiego, który zaczął ukazywać się w roku 1938 (w momencie wybuchu II wojny światowej prace nad słownikiem zostały zawieszone – w druku zdążyły ukazać się hasła jedynie do litery N).

## Słowniki współczesne

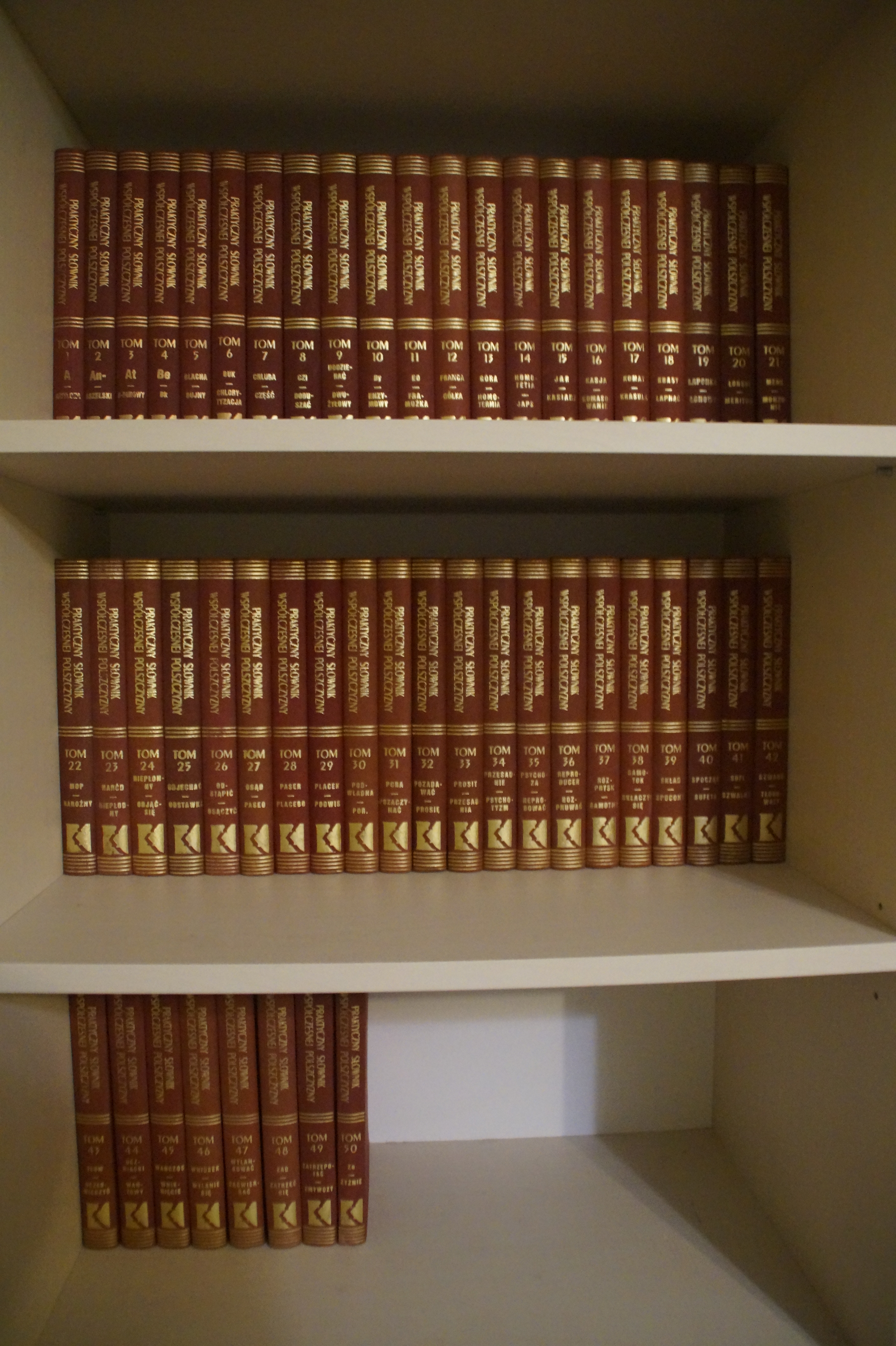
Praktyczny słownik współczesnej polszczyzny (50 tomów)

### Słownik Doroszewskiego
W 1950 roku pod kierunkiem Witolda Doroszewskiego podjęto zamiar stworzenia współczesnego słownika języka polskiego, obejmującego swym zakresem wiek XX, XIX, a również wyrazy z II połowy XVIII wieku. Słownik zawiera około 135 tysięcy wyrazów, zebranych na podstawie korpusu liczącego około 5 milionów słów piśmiennictwa datowanego od połowy wieku XVIII do połowy wieku XX. Hasła w słowniku są obrazowane przykładami zastosowania wyrazów, co ma znaczenie nie tylko naukowe, ale i praktyczne. Słownik ten miał tylko jedno wydanie, natomiast w latach 1996–1997 wydano jego reprint.
Historia jednojęzycznych słowników języka polskiego sięga początku XIX wieku i prac Samuela Bogumiła Lindego, który wydał pierwszy taki słownik w Warszawie w latach 1807–1814 w sześciu tomach (drugie wydanie we Lwowie, 1854–60). Kolejnymi słownikami tego typu były: dwutomowa publikacja Erazma Rykaczewskiego (1866, kolejne wydanie m.in. Chicago 1905) oraz ośmiotomowa Jana Karłowicza, Adama Kryńskiego i Władysława Niedźwiedzkiego (Warszawa 1900–27, tzw. Słownik warszawski).

### Pozostałe słowniki
Z późniejszych słowników języka polskiego należy wymienić Mały słownik języka polskiego (1968) Stanisława Skorupki, 3-tomowy Słownik języka polskiego (1978–1981) Mieczysława Szymczaka, słowniki Elżbiety Sobol, Bogusława Dunaja, a także Inny słownik języka polskiego (2000) pod redakcją Mirosława Bańki.
Najobszerniejszym słownikiem języka polskiego jest 50-tomowy Praktyczny słownik współczesnej polszczyzny (1994–2005) pod red. Haliny Zgółkowej.
Ze względu na aktualny stan techniki, w szczególności dostępności komputerów oraz Internetu, coraz bardziej popularne są słowniki języka polskiego w postaci elektronicznej, dostępne lokalnie lub zdalnie.
Pierwszymi współczesnymi słownikami języka polskiego tworzonymi od początku i specjalnie w wydaniu internetowym są: naukowy Wielki słownik języka polskiego PAN pod redakcją Piotra Żmigrodzkiego (nie wymaga posiadania konta do korzystania) oraz w części bezpłatny popularnonaukowy Dobrysłownik.pl.

## Wykaz słowników języka polskiego

### Słowniki rękopiśmienne
Pierwsze słowniki języka polskiego, jakie pojawiły się w manuskryptach przed wynalezieniem druku. Stanowiły one materiały pomocnicze dla skrybów pracujących w średniowiecznych skryptoriach lub były tzw. mamotreptami sporządzanymi przez mnichów studiujących Biblię. Zachowały się następujące polskie zabytki leksykograficzne tego typu:
- Wokabularz trydencki – rękopiśmienny, ok. 500 słów, najstarszy zachowany, dwujęzyczny słownik łacińsko-polski z ok. 1424[5].
- Vocabula in s. scriptura rara per ordinem alphabeti – rękopiśmienny, pierwszy zachowany dwujęzyczny polsko-łaciński mamotrekt zawierający 19 wyrazów polskich z 1426.
- Vocabula rethoricalia – anonimowy, rękopiśmienny, dwujęzyczny słownik łacińsko-polski, zapisany ok. 1428.
- Słownik łacińsko-polski (inne nazwy: Lucianius, Vocabularius biblicus lub Summa) – anonimowy, rękopiśmienny, dwujęzyczny 1437[23].
- Vocabulista (Bertoldus Isnacensis Vocabulista) – rękopiśmienny, słownik łacińsko-polski, datowany na 1437.
- Słownik łacińsko-polski Piotra z Uścia – rękopiśmienny, dwujęzyczny słownik łacińsko-polski opracowany przez Piotra z Uścia 1450.
- Mamotrekt kaliski – rękopiśmienny, anonimowy, dwujęzyczny łacińsko-polski, ok. 1470[5]. Poprawiony w 1471 roku przez mistrzów uniwersytetu krakowskiego liczył 7000 zwrotów, wyrażeń i wyrazów polskich[6].
- Mamotrekt lubiński – rękopiśmienny, anonimowy utwór powstały w Lubinie na Dolnym Śląsku, dwujęzyczny łacińsko-polski, ok. 1470[5].
- Słownik łacińsko-polski Bartłomieja z Bydgoszczy – rękopiśmienny, dwujęzyczny słownik Bartłomieja z Bydgoszczy, pierwszy słownik zawierał ok. 4300 wyrazów polskich (1532), druga wersja ok. 10 tys. słów polskich (1544).

### Słowniki drukowane
- Dictionarius Ioannis Murmellii variarum rerum – pierwszy drukowany, trójjęzyczny słownik łacińsko-polsko-niemiecki, Jan Murmellius, polskie hasła Hieronim Spiczyński, druk Hieronim Wietor, Kraków, 6 wydań: 1526, 1528, 1533, 1540, 1541, 1546 oraz druga edycja wydana anonimowo 1615, 1623, 1626, 1628[23][1].
- Słownik łacińsko-niemiecko-polski Franciszka Mymera – trójjęzyczny, Franciszek Mymer, Kraków, kilka wydań, pierwsze w Krakowie, w drukarni Macieja Szarfenberga w 1528, następne 1530, kolejne w drukarni Hieronima Wietora 1541, 1550 oraz w Królewcu, druk Geoerg Osterberger, 1592[1].
- Lexicon latino-polonicum, 20 tys. haseł polskich, Jan Mączyński, Królewiec 1564.
- Słownik łacińsko-grecko-polski, ponad 12 tys. haseł polskich, Ambroży Calepin, Bazylea 1574.
- Wokabularz rozmáitych y potrzebuych Sentenciy Polskim y Niemieckim młodzieńcom ná poźytek teras zebrány. Ein Vocabular mancherley schoenen vnd notwendigen Sententien der Polnischen vnd Deutschen Jugent zu nutz zusamen getragen, Georg Osterberger, dwujęzyczny polsko-niemiecki, druk Georg Bauman, Wrocław 1577, 1580, 1641.
- Nomenclator selectissimas rerum appelationes tribus linguis Latina, Germanica, Polonica explicatas indicans in usum scholarum Borussiacarum et Polonorum, Piotr Artomiusz, trzyjęzyczny łacińsko-polsko-niemiecki, Toruń 1591.
- Wokabularz rozmattych y potrzebnych sentencyi... w drukarni Andrzeia Roteniusa, Toruń 1596.
- Dictionarium trilinguae ad discendam linguam latinam, polonicam et germanicam accomodatum – słownik łacińsko-polsko-niemiecki, późniejsze edycje z dodatkiem klasycznej greki, Mikołaj Volckmar, Gdańsk, kilka wydań, pierwsze w 1596, 1605...[1]
- Purae et elegantes linguae Latinae phrases, trzyjęzyczny łacińsko-polsko-niemiecki, Aldus Paweł Manutius, Kraków 1607[24].
- Puerilia puri idiomatis Latini promptuaria – słownik łacińsko-polski, Łukasz Szymon Brzezwicki, Kraków 1625[24].
- Thesaurus polono-latino-graecus seu Promptuarium linguae Latinae et Graecae, trzyjęzyczny polsko-łacińsko-grecki, ok. 50 tys. haseł, Grzegorz Knapski, Kraków, wydania 1621, 1632, 1643, tom I wznawiany 35 razy do 1793 roku.
- Dasypodius catholicus hos est, dictionarium Latino-Germanico-Polonicum, trzyjęzyczny, łacińsko-niemiecko-polski, dwa tomy, Piotr Dasypodius, edytor A. Hunefeld, Gdańsk 1642[25].
- Celarius polski, oder Vortheilhafftig einerichtetes polnisch und deutsches Worterbuch, A. Faber, Brzeg (1717–1740)[25].
- Nowy wielki dykcyjonarz J Mci X. Daneta opata francuski, łaciński i polski, Piotr Danet, tłum. oraz dodanie polskich haseł Franciszek Kola, trzyjęzyczny, słownik francusko-łacińsko-polski z ok. 50 tys. haseł, dwa tomy, Warszawa 1743, 1745.
- Nowy dykcjonarz, to jest mownik polsko-francusko-niemiecki, Michał Abracham Trotz, Lipsk, trzy tomy: I (1744), II (1747), III (1764), wydanie drugie 1779[25].
- Słownik języka polskiego, Samuel Linde, 6 tomów, 60 tys. haseł, w tym ok. 2000 nazw własnych, Warszawa 1807–1814, druga edycja 1854–1861, 1951, 1994–1995.
- Nowy słownik kieszonkowy niemiecko-polsko-francuzki, trzyjęzyczny, dwa tomy, Jerzy Samuel Bandtkie, druk u Wilhelma Bogumiła Korna, Wrocław 1839.
- Słownik języka polskiego zwany słownikiem wileńskim, dwa tomy, Aleksander Zdanowicz, Michał Bohusz-Szyszko, January Filipowicz, Maurycy Orgelbrand, Wilno 1861.
- Słownik języka polskiego, red. Jan Karłowicz, Adam Antoni Kryński, Władysław Niedźwiedzki, T. 1–8, Warszawa 1900–1927.
- Słownik języka polskiego, Witold Doroszewski, 125 632 hasła, 11 tomów, Warszawa 1958–1969, 1996.
- Słownik skrótów, Józef Paruch, Wiedza Powszechna, 1970.
- Inny słownik języka polskiego, Wydawnictwo Naukowe PWN, Warszawa 2000.
- Uniwersalny słownik języka polskiego, red. Stanisław Dubisz, Warszawa 2003.
- Słownik rodzajów i gatunków literackich, Grzegorz Gazda, Słowinia Tynecka-Makowska, Universitas, 2006.
- Wielki słownik języka polskiego, red. Piotr Żmigrodzki, Kraków 2007.
- Słownik polszczyzny potocznej, Maciej Czeszewski, Wydawnictwo Naukowe PWN, 2008.

### Słowniki etymologiczne
Początki etymologii jako nauki zajmującej się pochodzeniem słów sięgają końca XVIII w., kiedy to w Europie rozpoczęto naukowe badania na ten temat metodą porównywania ze sobą języków. Etymologiczne słowniki językowe zaczęły pojawiać się na początku wieku XIX. Pierwszym polskim słownikiem zawierającym elementy naukowej etymologii stosującym porównawczą metodę językową był słownik Samuela Lindego. Większość słowników tego typu opublikowano jednak dopiero w wieku XX:
- Słownik etymologiczny języka polskiego, Aleksander Brückner, 805 s., Warszawa, 6. wydań 1926, 1927, 1993.
- Słownik etymologiczny języka polskiego, Franciszek Sławski, t. 1–5, Koło Miłośników Języka Polskiego, Warszawa 1952–1982.
- Słownik etymologiczny miast i gmin PRL, Stanisław Rospond, Zakład Narodowy imienia Ossolińskich Wydawnictwo, Warszawa, 1984.
- Etymologiczny słownik języka polskiego, 3. tomy, Andrzej Bańkowski, Wydawnictwo Naukowe PWN, Warszawa 2000, ISBN 83-01-13019-9.
- Słownik etymologiczny nazw geograficznych Polski, Maria Malec, Wydawnictwo Naukowe PWN, Warszawa 2002.
- Nowy słownik etymologiczny języka polskiego, Krystyna Długosz-Kurczabowa, Wydawnictwo Naukowe PWN, Warszawa 2003, ISBN 83-01-14008-9.
- Słownik etymologiczny języka polskiego, Wiesław Boryś, Kraków 2005.
- Wielki słownik etymologiczno-historyczny języka polskiego, Krystyna Długosz-Kurczabowa, Wydawnictwo Naukowe PWN, 2008.
- Słownik etymologiczny języka polskiego, Izabela Malmor, ParkEdukacja, 2009, ISBN 83-262-0146-4.